# Katedra Nauki

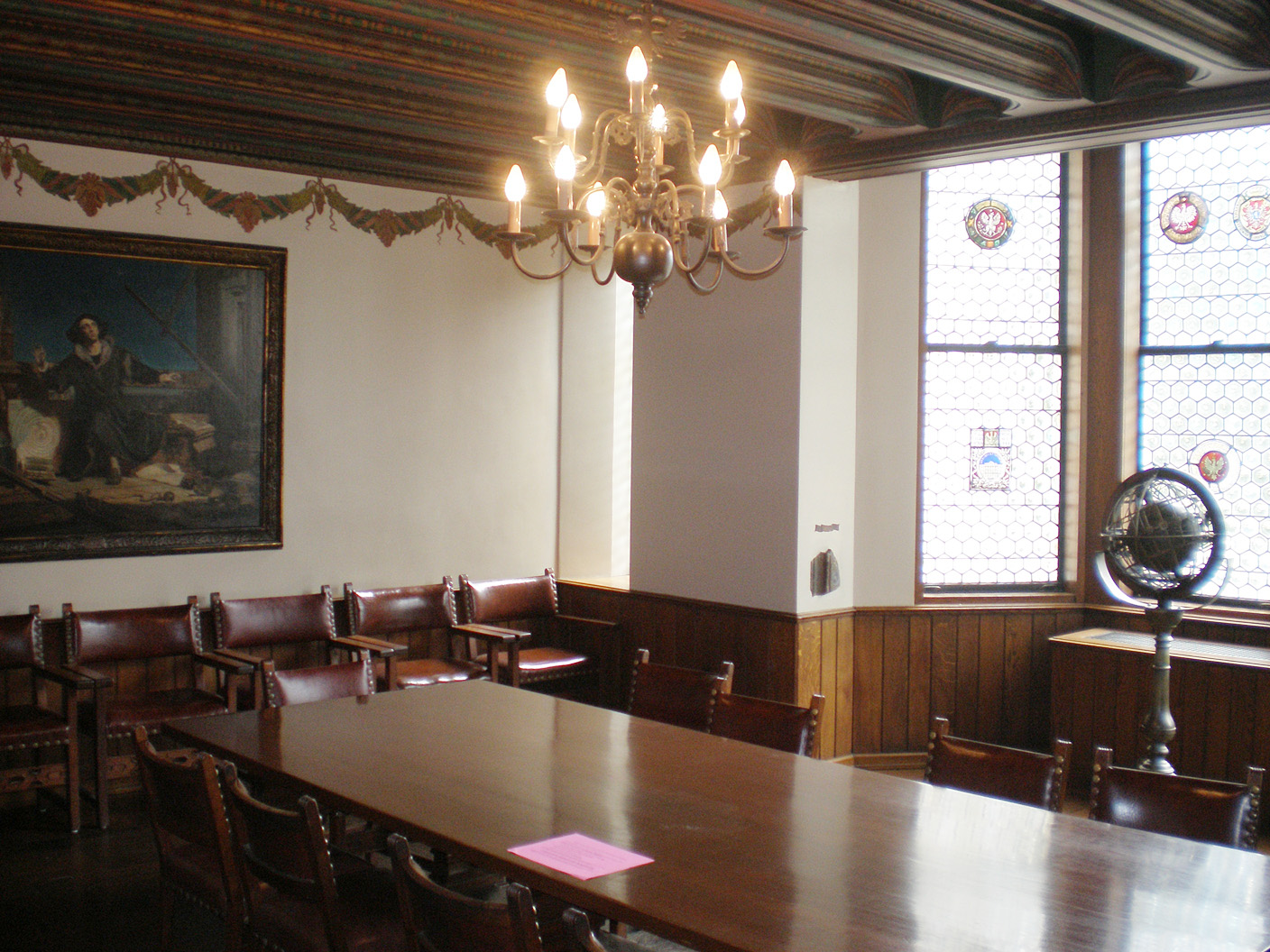
Polska sala lekcyjna

Katedra Nauki, ang. Cathedral of Learning – 163-metrowy, 42-piętrowy budynek w Pittsburghu w stylu neogotyckim według projektu Charlesa Klaudera, ukończony w 1937 roku, należący do Uniwersytetu Pittsburskiego. Jest on drugim co do wysokości budynkiem uniwersyteckim na świecie (po głównym budynku Uniwersytetu Moskiewskiego).
W budynku znajduje się m.in. 27 sal wykładowych wzorowanych na stylach narodowościowych i etnicznych (t.zw. Nationality Rooms), w tym m.in. sala polska.